# Ницгонот
Ницгонот (ивр. נצחונות‎, англ. Nitzhonot, слово переводится как «победы») — стиль транс-музыки, форма психоделического транса, впервые появившийся в Израиле в конце 1990-х. Является переходной формой между гоа-трансом и аплифтинг-трансом.

## Описание
Наиболее значимой фигурой, стоявшей у истоков создания данного стиля, считается Эйял Баркан (Eyal Barkan), выпустивший в 1998 г. альбом с типичным для данного стиля звучанием под названием Good Morning Israel («Доброе утро,Израиль»). Другими наиболее яркими представителями являются Chemical Synthesis, Cherouvim, Cyan, D-Zager, Ezotery Space, Holy Men, Iceman, Goldenfinger, Kaylosh, Luminous, Sonichaos, Syndrome, Trivia и Zootrax.
Для ницгонота характерна высокая скорость звучания (145—155 уд.\мин.), использование пульсирующих бочек (т. н. laserkicks) и «ломанных» ударов в ударной линии, непременное присутствие восточных мелодий и мотивов, характерных для гоа-транса середины 90-х, «рокочущая» басовая линия и многослойное наложение мелодий, басов и звуков, что вкупе придаёт звучанию треков ощущение непрерывности, лёгкости и глубины.
В начале 90-х гг. гоа-транс распространился по Израилю и довольно неплохо там прижился, люди начали собираться на пляжные ночные рэйвы (не без соответствующего психостимулирующего сопровождения). Израильская полиция не испытывала восхищения от подобных мероприятий, поэтому при любой возможности и под любым предлогом спешила рэйвы разгонять. Вот тут-то и нашлась ниша для ницгонота, который позволял «оттянуться» на всю катушку до прибытия полицейских. Стиль стал сверхпопулярен в Израиле. Однако, уже в начале 2000-х его популярность сошла на нет. Израиль увлёкся новым направлением транса — фулл-он. Ницгонот также получил популярность в Греции, где постепенно трансформировался в новую форму — аплифтинг-пситранс.